# رودخانه ترو ساله
رودخانه ترو ساله رودخانه ای از سنت لوسیا است.